# اینسو-دونگ
اینسو-دونگ (به لاتین: Insu-dong) یک منطقهٔ مسکونی در کره جنوبی است که در Gangbuk District واقع شده‌است.